# Guillermo Flores
Guillermo Flores (* 25. Juni 1924 in El Salto, Jalisco; † 9. Dezember 2001) war ein mexikanischer Fußballspieler, der vorwiegend im Mittelfeld agierte.

## Laufbahn
Flores spielte erstmals in der Saison 1945/46 für den León FC, bei dem er bis zur Saison 1949/50 unter Vertrag stand. In den Spielzeiten 1947/48 und 1948/49 gewann Flores mit den Esmeraldas je zweimal die mexikanische Fußballmeisterschaft und den Supercup sowie einmal den Pokalwettbewerb. Außerdem erzielte er in diesen fünf Jahren insgesamt 29 Tore für die Grün-Weißen. Seine in dieser Hinsicht erfolgreichste Spielzeit war die Saison 1946/47, in der er zwölf Treffer erzielte. Im Kalenderjahr 1947 gelangen Flores saisonübergreifend in zwei Spielen jeweils drei Treffer: zunächst am 13. April beim 7:2-Sieg gegen den Stadtrivalen San Sebastián und anschließend noch einmal am 21. September beim 10:1-Erfolg über den amtierenden Meister (!) Atlante.
1950 wechselte Flores zum Ligarivalen CD Tampico, für den er in der Saison 1950/51 drei Treffer erzielte.

## Erfolge
- Mexikanischer Meister: 1948, 1949
- Mexikanischer Pokalsieger: 1949
- Mexikanischer Supercup: 1948, 1949